# Évaporation sous vide
Pour les articles homonymes, voir Évaporation (homonymie).
 (mai 2017).

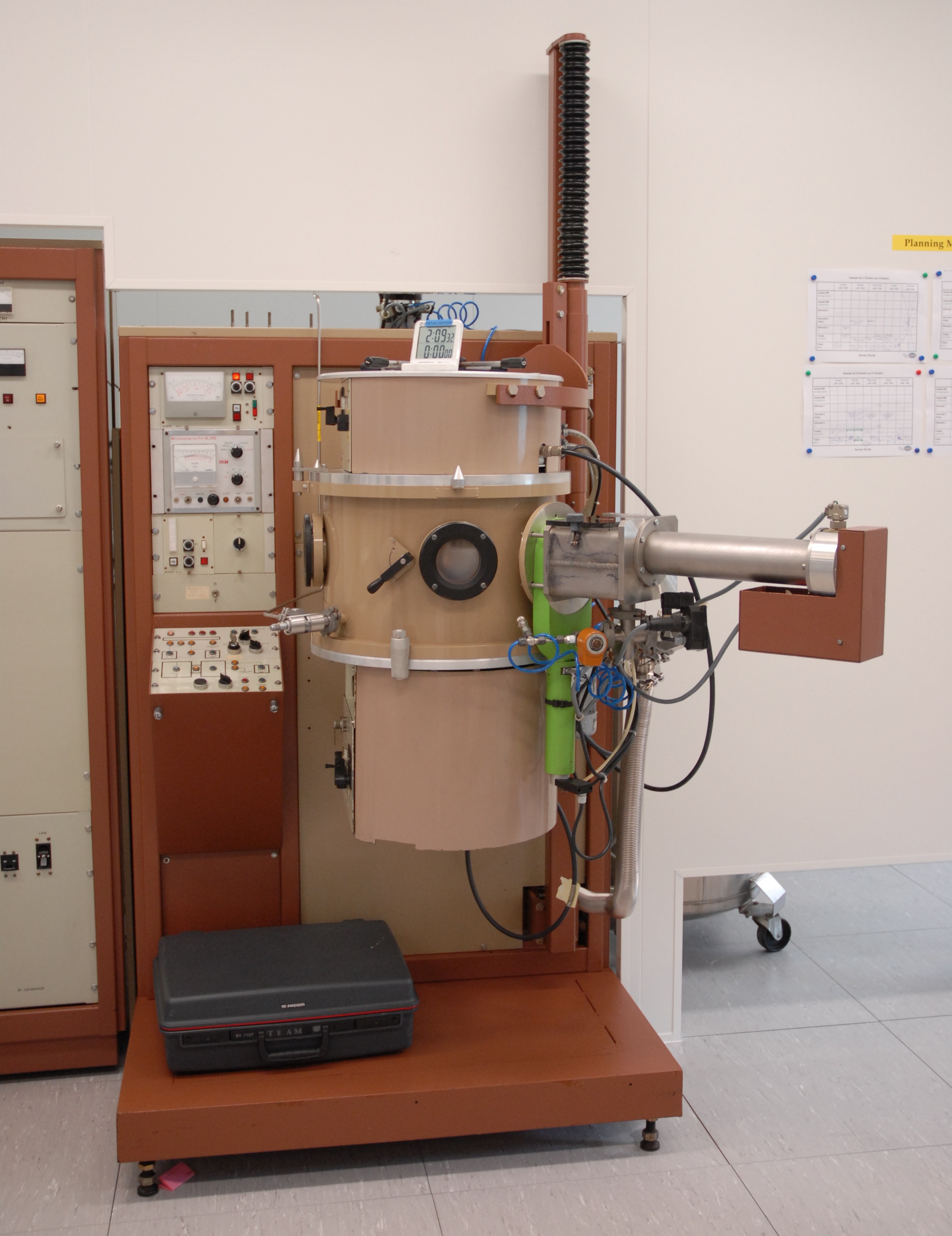
Système de métallisation par évaporation sous vide du laboratoire LAAS de Toulouse.

L'évaporation sous vide est une technique de dépôt de couche mince (généralement métallique), utilisée notamment dans la fabrication micro-électronique. Le matériau à déposer est évaporé sous vide dans une enceinte hermétique, le vide permettant aux particules d'atteindre directement le support où elles se recondensent à l'état solide.

## Principe

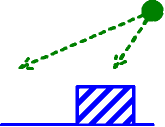
Le bloc bleu crée à gauche une ombre, zone qui n'est pas atteinte par la matière.

L'évaporation sous vide repose sur deux processus élémentaires : l'évaporation d'une source chauffée et la condensation à l’état solide de la matière évaporée sur le substrat. Cela ressemble quelque peu au procédé qui voit l'eau liquide apparaître sur le couvercle d'une casserole d'eau bouillante : l'eau liquide est évaporée et se recondense sur le couvercle qui est l'équivalent de la cible du dépôt.
L'évaporation a lieu sous vide, c'est-à-dire dans un environnement gazeux, vapeur de dépôt exclue, contenant extrêmement peu de particules. Dans ces conditions, les particules de matière peuvent se propager jusqu'à la cible sans collision avec d'autres particules. Par exemple dans un vide de 10-4 Pa, une particule de 0,4 nm de diamètre a un libre parcours moyen de 60 m, c'est-à-dire qu'elle peut parcourir en moyenne soixante mètres avant d'entrer en collision avec une autre particule. Les objets chauffés (c'est-à-dire le filament chauffant), produisent des vapeurs parasites qui limitent la qualité du vide dans la chambre de dépôt.
La collision de différents atomes durant l'évaporation peut provoquer des réactions susceptibles de modifier la nature du dépôt souhaité. Par exemple en présence d'oxygène, l'aluminium formera de l'oxyde d'aluminium. Ce phénomène peut aussi diminuer la quantité de vapeur déposée.
Le matériau évaporé ne se dépose pas de manière uniforme sur une surface irrégulière, comme l'est généralement celle d'un circuit intégré. Aussi, lors d'un dépôt sur une surface microstructurée complexe, il peut arriver des effets d'ombrage lorsqu'une surface du support est cachée du rayonnement unidirectionnel de la source.

## Équipement

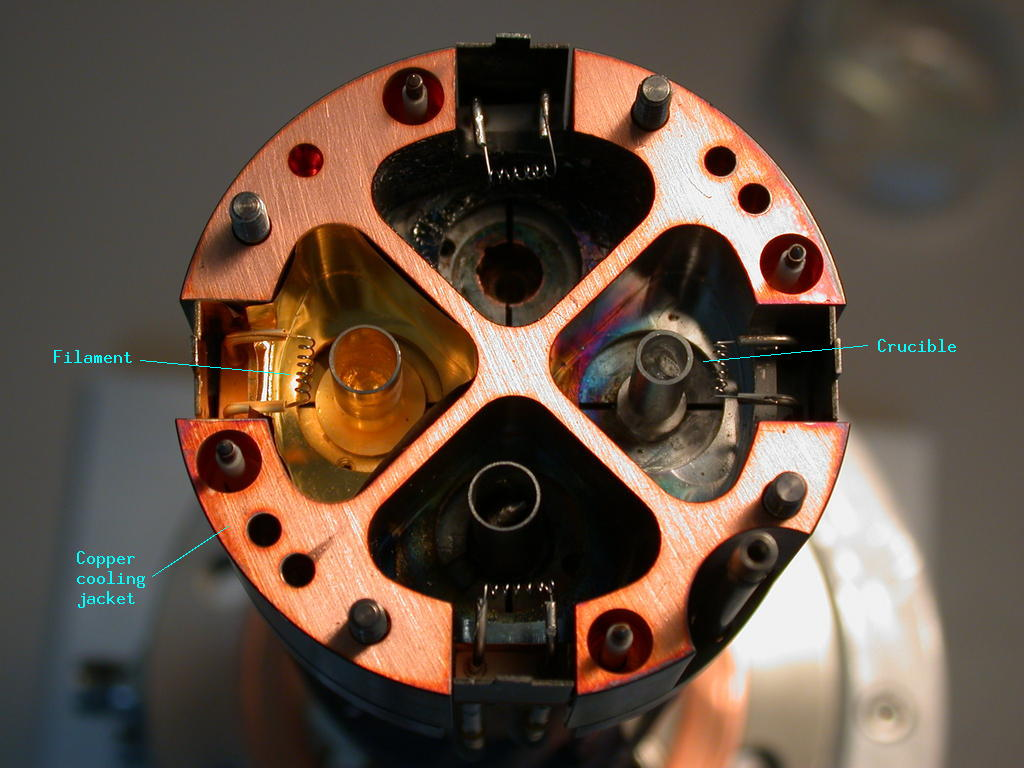
Un système à quatre sources d'évaporation.

Tous les systèmes d'évaporation sont équipés d'une chambre dans laquelle sont placées la source et la cible du dépôt, d'une pompe pour faire le vide et d'une source d'énergie pour l'évaporation. Il existe différentes sources d’énergie :
- dans la méthode thermique, le matériel à déposer est placé dans un creuset qui est chauffé radialement par un filament électrique ; il est possible aussi que le filament lui-même soit la source ;
- dans la méthode par faisceau d'électrons, la source est chauffée par un faisceau d'électrons d'une énergie allant jusqu'à 15 keV ;
- par évaporation flash, la matière à déposer est sous forme d'un fil qui est continuellement dévidé et évaporé par contact avec une barre de céramique très chaude.

Dans certains systèmes, le support est monté sur un plateau qui tourne pendant le dépôt afin d'améliorer la régularité du dépôt et de limiter l'effet d'ombrage.